# Camponotus ulcerosus
Camponotus ulcerosus är en myrart som beskrevs av Wheeler 1910. Camponotus ulcerosus ingår i släktet hästmyror, och familjen myror. Inga underarter finns listade.

## Bildgalleri

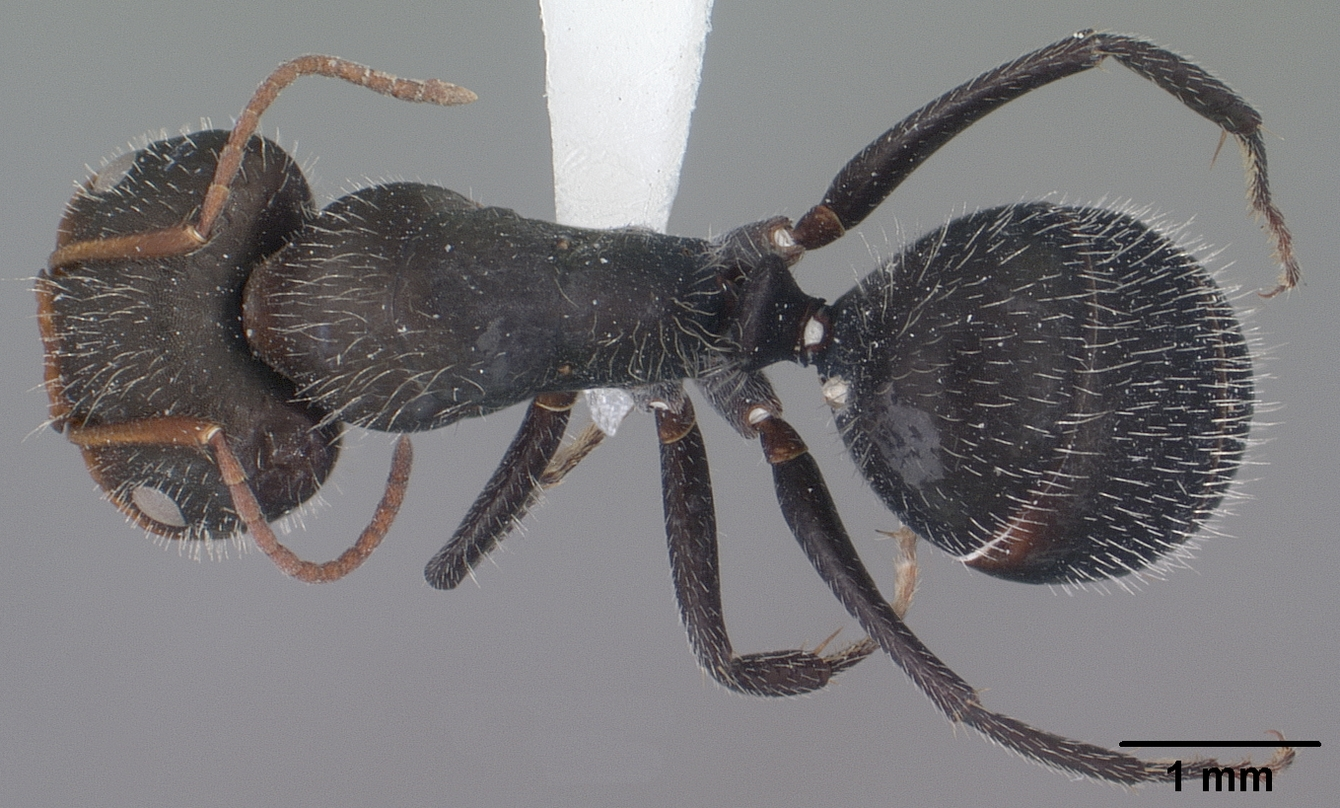
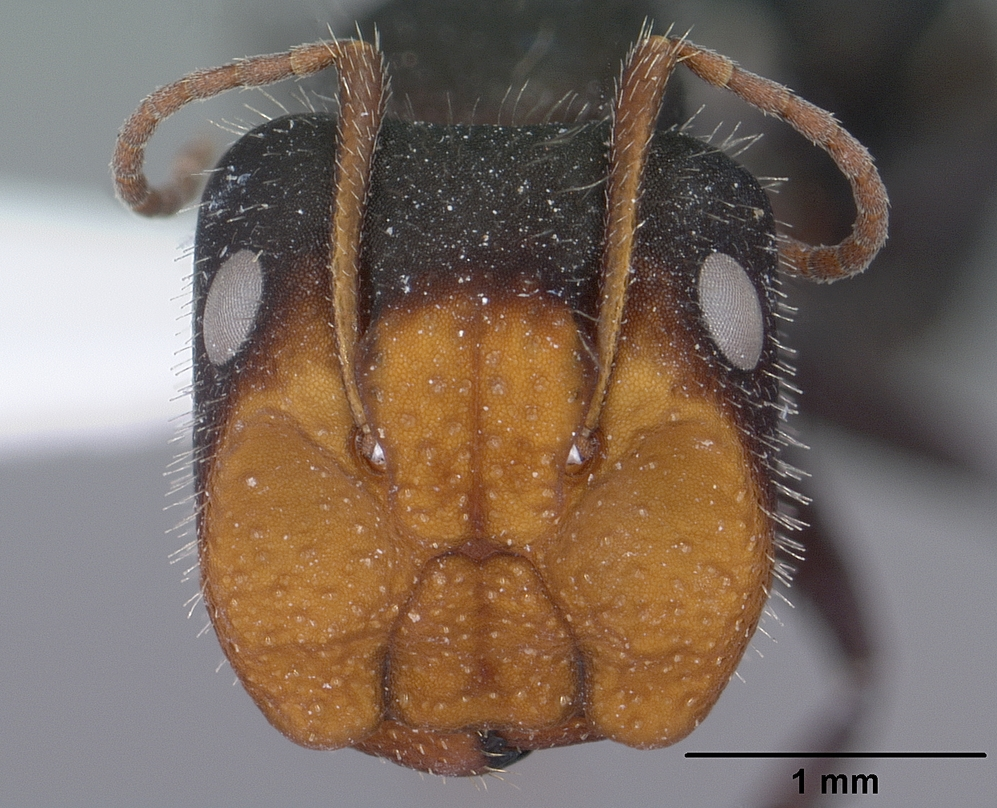
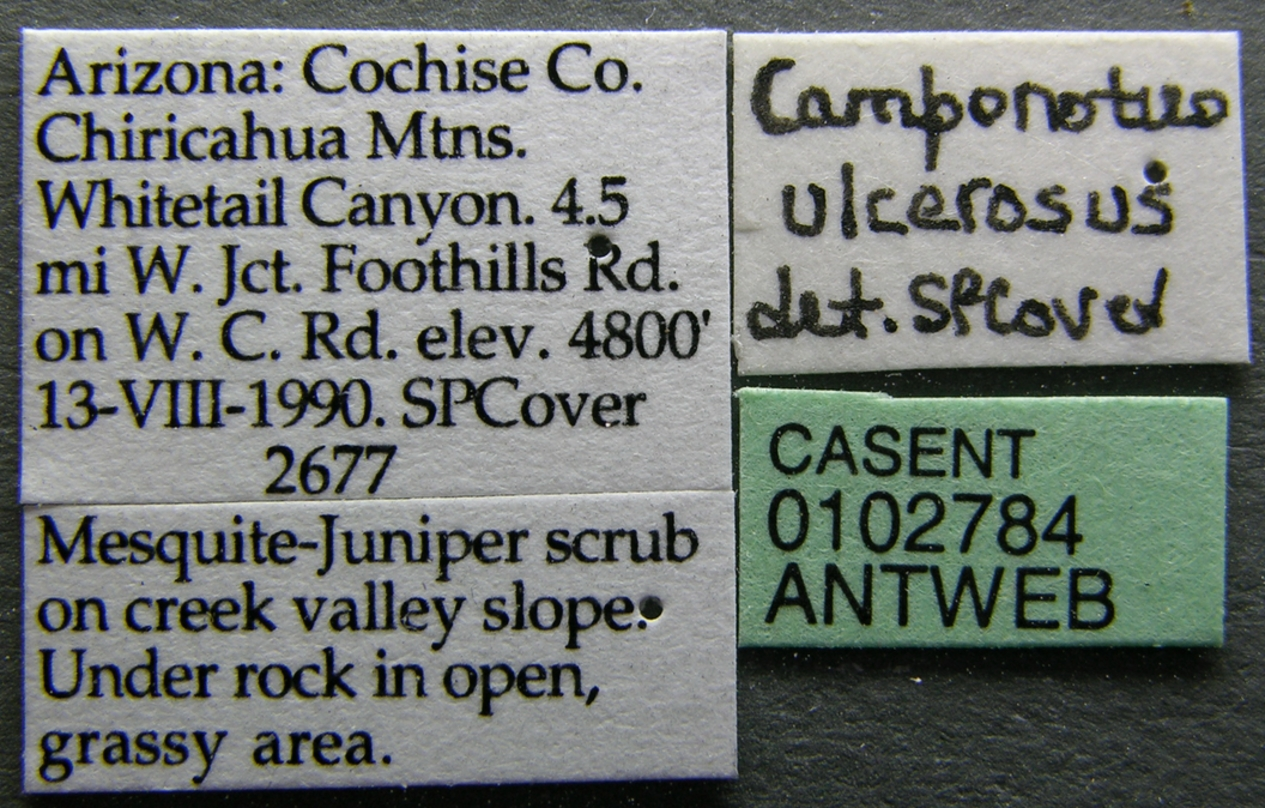
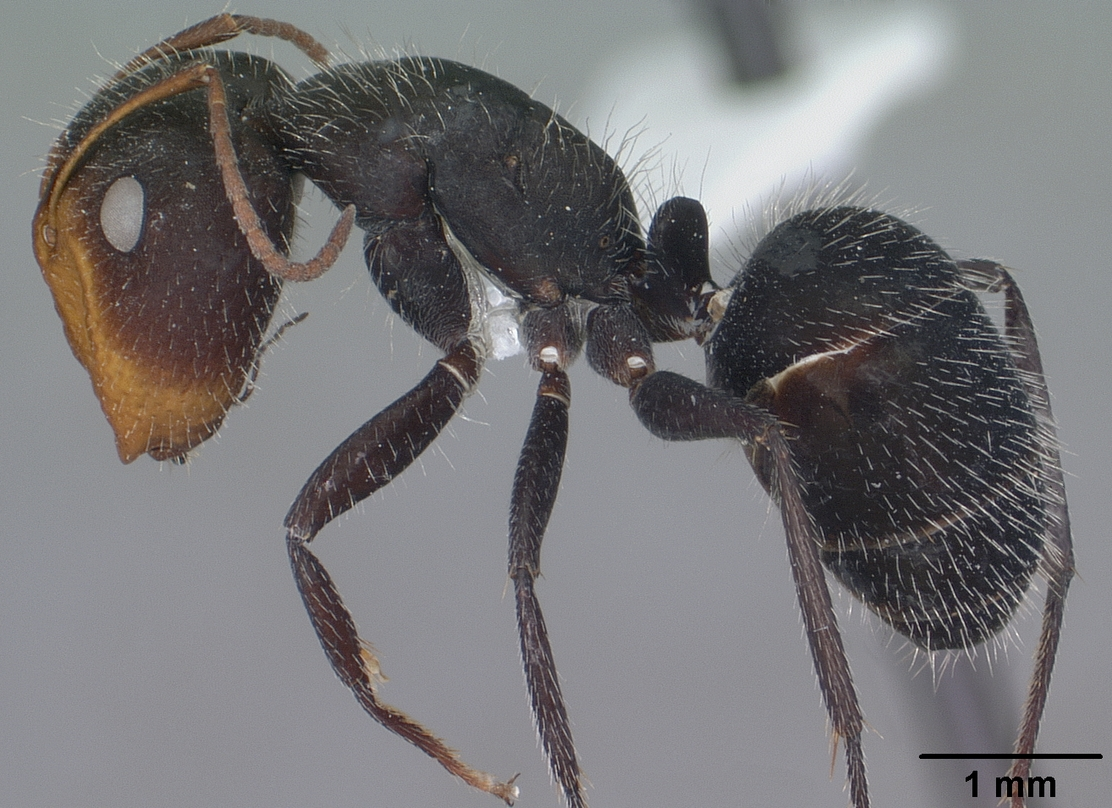
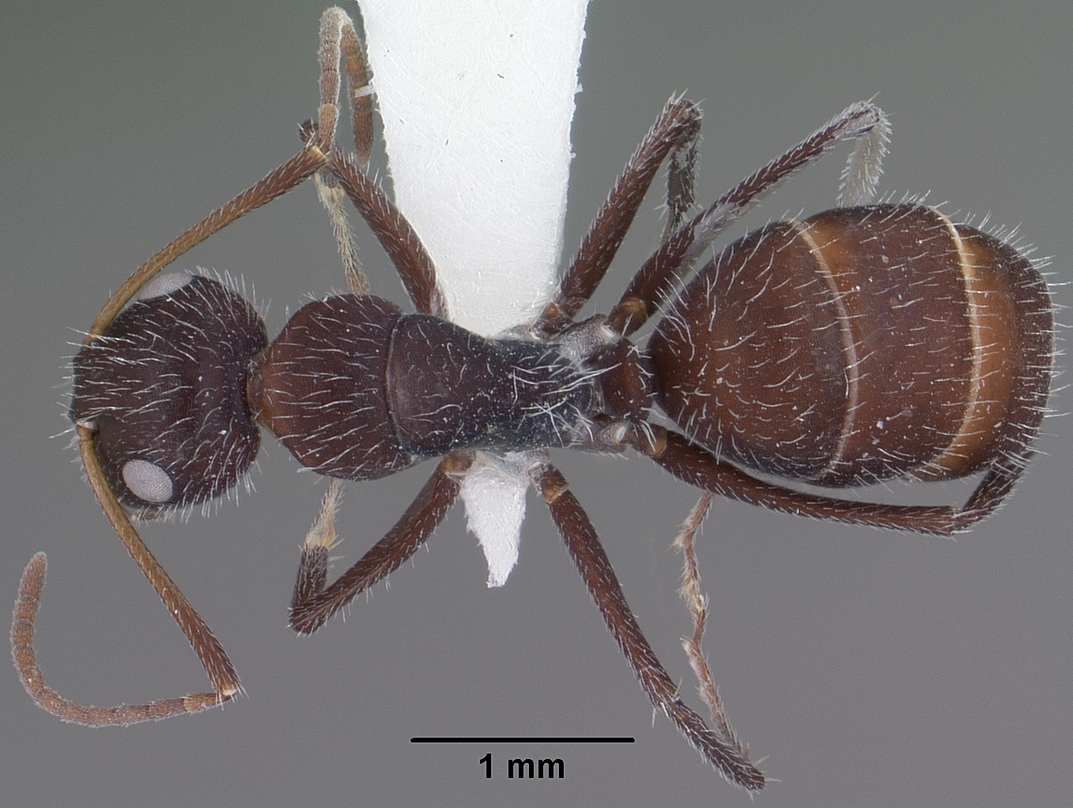
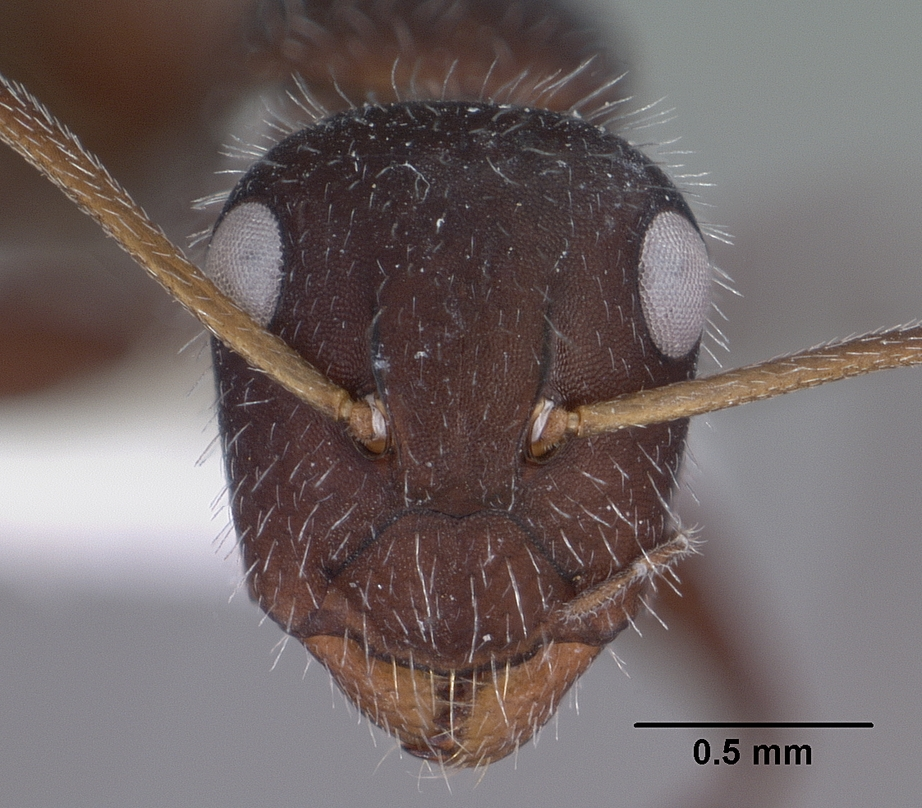